# Весна
Весна́ — одно из четырёх времён года, переходный сезон между зимой и летом. Существуют различные методы определения начала и окончания весны, отличающиеся в зависимости от местного климата, культур и обычаев. Когда в Северном полушарии весна, то в Южном полушарии осень и наоборот.

## Этимология
Русское слово «весна» имеет древнюю индоевропейскую основу и сродни лит. vasarà «лето», латыш. pavasaris, др.-инд. vasantás «весна», vasar «рано».

## Календарная весна
Состоит из трёх месяцев: в Северном полушарии — марта, апреля и мая, в Южном — сентября, октября и ноября.
Весна — переходный сезон, когда заметно увеличение светового дня, повышается температура окружающей среды и активизируется природная деятельность живых существ и растений.
У славян считалось, что «весна — от Благовещенья до Купальницы». Благовещенье было последним позимним-предвесенним праздником, так как в этот день «весна зиму поборола».
В старинных пасхалиях весна описывалась следующим образом:

Весна наричется яко дева украшена красотою и добротою, сияюще чудно и преславне, яко дивитися всем зрящим доброты её, любима бо и сладка всем, родится бо ся всяко животно в ней радости и веселия исполнено. Сицева есть весна.

## Климатическая весна
Метеорологи обычно определяют четыре сезона во многих климатических зонах: весна, лето, осень и зима. Они определяются значениями их средних температур ежемесячно, причем каждый сезон длится три месяца. Три самых теплых месяца по определению — лето, три самых холодных месяца — зима, а промежуточные периоды — весна и осень. Поэтому метеорологическая весна может начаться в разные даты в разных регионах.
В России метеорологическая весна считается наступившей, когда среднесуточная температура начинает превышать 0 °С. В южных районах России осень сливается с весной (субтропический климат, климатической зимы нет). В средней полосе России весна наступает климатически в среднем в конце марта. В районах с холодным климатом весна тоже сливается с осенью (нет климатического лета, субарктический климат).
В большей части Европы (Великобритания и др.) и Северной Америке весенние месяцы — март, апрель и май. В Ирландии, следуя гэльскому календарю, весенними месяцами считаются февраль, март и апрель. В Швеции метеорологи определяют начало весны как время, когда средняя дневная температура превышает 0 °С в течение семи дней подряд, поэтому дата меняется в зависимости от широты и долготы.
В Новой Зеландии и Австралии, весна обычно начинается 1 сентября и заканчивается 30 ноября.

## Фенологическая весна
Фенологическую весну на территории России обычно связывают с «пробуждением природы»: началом вегетации, прилетом перелетных птиц, выходом из спячки животных.
В качестве фенологических признаков начала и окончания весны разными авторами предлагаются различные ежегодно повторяющиеся природные явления. Так, наступление весны предлагается отсчитывать от начала таяния снега от солнца, появления первых проталин на полях, появления сосулек на крышах неотапливаемых помещений, появления первых незамерзающих ночью ручьев, возобновления вегетации растений или отдельных их видов.
Единых признаков фенологической весны не существует вследствие большого природного разнообразия регионов: так, очевидно, что весна наступает и в таких местностях, где не образуется зимнего снежного покрова или нет сосудистых растений. Вследствие этого можно говорить лишь о фенологических признаках весны конкретного региона или природного объекта.

## Весна в культуре

### Музыка

#### Классическая
- Антонио Вивальди. Концерт № 1 из цикла «Времена года»: Часть 1: Аллегроо файле, Часть 2: Ларгоо файле, Часть 3: Аллегроо файле
- Пётр Ильич Чайковский. Фортепианный цикл «Времена года»: № 3 Март «Песня жаворонка»; № 4 Апрель «Подснежник»; № 5 Май «Белые ночи»
- Эдвард Григ. Фортепианная пьеса «Весной»
- Самуил Моисеевич Майкапар. Фортепианная пьеса «Весною»
- Сергей Васильевич Рахманинов. Романс на стихи Ф. Тютчева «Весенние воды», кантата «Весна»
- Николай Андреевич Римский-Корсаков. Одна из героев в опере «Снегурочка»

#### Другое
Запахло весной, метелям отбой,

Хозяин седой, ворота открой,

Запахло весной, боль снимет рукой,

Знакомой тропой, вернусь я домой!
- «Кино» — «Весна» (альбом «Это не любовь», 1985)
- «Вопли Видоплясова» — «Весна» (альбом «Музіка», 1997)
- Валерий Миляев — «Весеннее танго» (известно в исполнении С. и Т. Никитиных)

### Кинематограф
- Весна — советская музыкальная комедия 1947 года.
- Весна на Заречной улице — советский художественный фильм 1956 года.

### Изобразительное искусство
- Весна (картина Боттичелли)
- Весна (картина Пластова)

### Поэзия
- Весна в лесу (1956), Весеннею порою льда (1931), Март (1947), Ледоход (1916) — стихотворения Бориса Пастернака